# Sa Spendula
Vodopád Sa Spendula se nachází na vodním toku Coxinas v obci Villacidro v provincii Sud Sardegna na Sardinii. V létě je oblíbeným cílem výletníků, protože se nachází nedaleko centra města a v bezprostřední blízkosti přírodního parku Sa Spendula.

## Popis
Potok Coxinas pramení v masívu Linas a protéká v oblasti Medio Campidano hlubokou a úzkou soutěskou mezi horami Margiani (859 m n. m.) a Omo (605 m n. m.), kde na žulovém podloží vytváří ve třech kaskádách vodopád. Jednotlivé stupně končí v samostatných tůních. Poslední stupeň je asi 30 m vysoký. Celková výška vodopádu je 72 m a je nejvyšším vodopádem na Sardinii. Potok Coxinas po překonání vodopádu nese název Rio Seddanus. 
Stejně jako všechny vodopády na ostrově, napájené přívalovými vodními toky, lze i tento vodopád obdivovat pouze v období podzim–jaro, od pozdního jara je suchý.

## V literatuře
Toto místo opěvoval ve své básni Gabriele D'Annunzio během svého pobytu na ostrově v roce 1882. Sonet pod názvem La Spendula vyšel v literárním a satirickém časopise Capitan Fracassa 21. května 1882.